# Ладлоу (Великобритания)

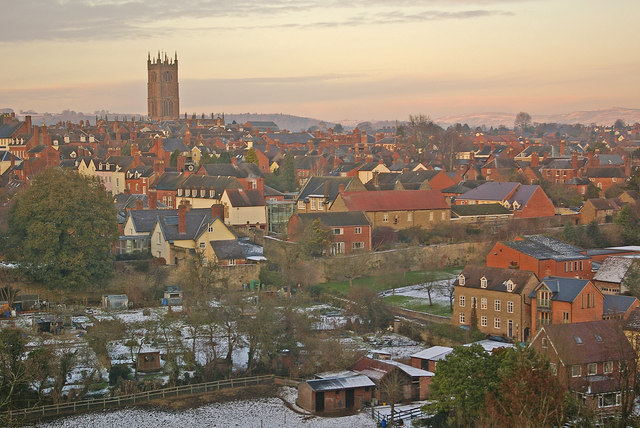
Вид на город Ладлоу

Ла́длоу — город в Шропшире, недалеко от границы Англии и Уэльса. С 1489 по 1689 год являлся неофициальной столицей Уэльса. Был местом Совета Уэльса и Марше и домом принцев Уэльских.

## История
Город и замок основаны норманнскими дворянами Ласси. Уолтер де Ласси получил земли на границе Англии и Уэльса от Вильгельма I Завоевателя за своё участие в битве при Гастингсе в 1066 году. Вальтер и его потомки основали город в изгибе реки Тим и оснастили его сильным укреплением. По норманнской традиции сначала были построены мотт и бейли — насыпной холм и деревянная оборонительная башня. Позднее, между 1086 и 1094 годами, сыном Вальтера Ласси — Роджером была выстроена каменная часть замка. В 1130 году была возведена главная башня крепости.
Город расширялся стараниями семьи Ласси и впервые был упомянут в документах в 1138 году, а в 1177 году население города составляло уже 1172 жителя.
В 1306 году город и замок отошли по наследству дворянскому роду Мортимер.
Во время войны Алой и Белой розы замок Ладлоу кратковременно был штаб-квартирой предводителей дома Йорков: Эдуард IV собрал здесь поздним летом 1459 года своих сторонников, но оказался, однако, перед более многочисленной армией Маргариты Анжуйской и проиграл битву на Ладфордском мосту, что привело к разорению города и предварительной победе дома Ланкастеров.
В позднем Средневековье город был резиденцией принцев Уэльских.

## Население
В 2001 году согласно переписи населения в Ладлоу проживало 9548 человек, ещё 395 человек проживали в соседнем Лудфорде.
В 1377 году подушный налог был наложен на 1172 из жителей округа. В связи с этим можно считать Ладлоу 35-м по количеству населения городом в Англии.
| Прирост населения Ладлоу с 1801 года | Прирост населения Ладлоу с 1801 года | Прирост населения Ладлоу с 1801 года | Прирост населения Ладлоу с 1801 года | Прирост населения Ладлоу с 1801 года | Прирост населения Ладлоу с 1801 года | Прирост населения Ладлоу с 1801 года | Прирост населения Ладлоу с 1801 года | Прирост населения Ладлоу с 1801 года | Прирост населения Ладлоу с 1801 года | Прирост населения Ладлоу с 1801 года | Прирост населения Ладлоу с 1801 года | Прирост населения Ладлоу с 1801 года | Прирост населения Ладлоу с 1801 года | Прирост населения Ладлоу с 1801 года | Прирост населения Ладлоу с 1801 года |
| Перепись                             | 1801                                 | 1811                                 | 1821                                 | 1831                                 | 1841                                 | 1851                                 | 1881                                 | 1891                                 | 1901                                 | 1911                                 | 1921                                 | 1931                                 | 1951                                 | 1961                                 | 2001                                 |
| ------------------------------------ | ------------------------------------ | ------------------------------------ | ------------------------------------ | ------------------------------------ | ------------------------------------ | ------------------------------------ | ------------------------------------ | ------------------------------------ | ------------------------------------ | ------------------------------------ | ------------------------------------ | ------------------------------------ | ------------------------------------ | ------------------------------------ | ------------------------------------ |
| Население                            | 3897                                 | 4150                                 | 4820                                 | 5253                                 | 5064                                 | 4691                                 | 5035                                 | 4460                                 | 4552                                 | 5926                                 | 5674                                 | 5642                                 | 6456                                 | 6796                                 | 9548                                 |

## Известные уроженцы
- Генри Пич Робинсон (1830—1901) — основатель пикториализма, художник и пионер фотографии.